# インターネット総合研究所
株式会社インターネット総合研究所（インターネットそうごうけんきゅうしょ、英: Internet Research Institute, Inc.、以下IRIと略す）は、東京都新宿区に本社を置く日本のインターネット関連企業である。

## 概要
コンサルタント事業と企業のインキュベートが主な事業。設立当初はインターネットの黎明期にあたり、日本最初の商用インターネットエクスチェンジであるJPIXの構築にかかわるなど、設立当初から日本のインターネットの重要なサービスにかかわっている。また、NOEL (Network Operational Engineering Laboratory) やIPv6網の構築などでWIDEプロジェクトとも関係が深い。
1999年12月22日にリキッド・オーディオ・ジャパン（現ニューディール）と共にマザーズ上場第1号企業として上場。
2007年6月24日、後述のIXI問題により上場廃止。同年11月に上場廃止に伴う支援として株式交換によりオリックスの完全子会社となるが、その後も経営規模の縮小が続き、2011年3月、オリックスは当社の株式を当社代表者に譲渡した。

## IXI問題
2007年4月1日に株式交換によって、SBIホールディングスの完全子会社になる予定だったが、子会社のアイ・エックス・アイ（以下「IXI」）が監理ポストに割り当てられているとの理由から、2007年1月4日付でその合意は白紙に戻った。なお、IXIは2007年1月21日に民事再生法に基づく会社再生手続きの申し立てを行い、同年2月22日には東証二部上場廃止となった。IRI側は所有株全株をHS証券の関連会社であるOSC企業再生株式会社に譲渡することで関係を清算する意向で、2007年3月5日にはIRI所有のIXI株78,508株のうち45,508株を譲渡し、関連子会社から持分法適用関連会社に移行した。残り33000株もIXI側の株券印刷が終了次第、全株譲渡される予定である。IXIの問題に絡み、IRI全体の連結決算の数値が確定できなかったため、東証は2007年6月24日付けでIRIを上場廃止にすることを決めた。IRIはこの件に対し、IXIが循環取引を行っているのを知りつつTOBに応じたとして、2007年9月20日に当時IXIの親会社であった株式会社シーエーシー（現・CAC Holdings、以下「CAC」）、IXIの監査法人であった新日本監査法人、元IXIの取締役2名（うち1名CACからの派遣）と監査役に対して損害賠償請求の訴訟を提起した。被告側の中でCACは循環取引への関与を否定、争う姿勢を見せたが、結局CACがIRIに和解金を支払う旨の和解が成立した（2011年6月20日発表）。これに続き、同月29日に新日本監査法人との和解が成立した。次いで同月30日に東証を相手方として上場契約上の債務不履行を理由として、上場廃止によって被った損害の賠償を求める訴訟を提起した。

## 沿革

### （旧）株式会社インターネット総合研究所
- 1996年12月 - 株式会社インターネット総合研究所を設立。
- 1997年
  - 7月 - KDD（現・KDDI）と共に日本インターネットエクスチェンジ株式会社の設立に参画。
  - 9月 - IRIテクノロジー（現・株式会社インフィニコ）を設立。
- 1998年7月 - ヤフー、キヤノン、住友商事、NTT移動通信網（現・NTTドコモ）、ソフトバンクと資本業務提携（～1999年6月）。
- 1999年
  - 11月 - エヌ・ティ・ティ移動通信網（現・NTTドコモ）などと共同でモバイル・インターネットキャピタルを設立。
  - 12月22日 - 日本電話施設（現・NDS）及びファストネット（現・キヤノンITソリューションズ）と合弁で株式会社インターネット・シーアンドオー（後のIRIコミュニケーションズ）を設立。
  - 12月22日 - 東証マザーズに第一号銘柄として上場
- 2000年
  - 2月9日 - 米国アジアグローバルクロッシング（米国グローバルクロッシング、マイクロソフト、ソフトバンクの合弁企業）89％対当社11％の出資比率で、グローバルセンター・ジャパン株式会社（現・ブロードバンドタワー）を設立。
  - 2月28日 - IRI USA, Inc.を米国ニューヨークに設立。
  - 4月 - 株式会社アイ・アール・アイファイナンスアンドテクノロジーを設立。
  - 4月 - 株式会社アイ・アール・アイコマースアンドテクノロジー（現・株式会社イード）を設立。
  - 10月24日 - 株式会社ベルハート・インターネット・コミュニケーションズ、住友商事株式会社、住商マシネックス株式会社と共同で株式会社インター・テレワーク（後のテレワーク総合研究所）を設立。
  - 11月30日 - 株式会社ブロードバンド・エクスチェンジ（後のIRIコミュニケーションズ、現・ブロードバンドセキュリティ）を当社50.0％、日本電気株式会社35.0％、松下電器産業株式会社15.0％の出資比率により、企画会社として設立。
- 2001年
  - 3月2日 - 株式会社プロデュース・オン・デマンド(PoD)に出資・業務提携。
  - 3月6日 - パソナテックに資本参加。
  - 3月13日 - 新日本製鐵（現・新日鐵住金）の子会社であったタウ技研を買収（後のIRIユビテック、現・ユビテック）。
- 2002年3月 - グローバルセンター・ジャパン株式会社（現・ブロードバンドタワー）からの第三者割当による増資の引受け、同社を子会社化。
- 2004年
  - 1月 - 平成電電株式会社よりISP(インターネット・サービス・プロバイダ)向けダイアルアップ接続事業に関する営業を譲り受けるための事業買収契約書締結
  - 7月 - IPネットワーク事業(ネットワークインテグレーション事業およびヴァーチャル・アクセス・サービス事業)を株式会社IRIコミュニケーションズ（旧・株式会社インターネット・シーアンドオー）へ会社分割
  - 7月 - 株式会社プロデュース・オン・デマンド(PoD)を連結子会社化。
  - 10月 - 事業部門のユビキタス研究所を株式会社IRIユビテックへ会社分割。
  - 10月 - 子会社の株式会社ブロードバンド・エクスチェンジ（存続会社）と同じく子会社の株式会社IRIコミュニケーションズ（旧・株式会社インターネット・シーアンドオー）が合併し、株式会社IRIコミュニケーションズ（現・ブロードバンドセキュリティ）に商号変更。
  - 10月 - 簡易株式交換により、ファイバーテック株式会社を完全子会社化。
  - 11月 - IRI Finance And Technology Asia Ltd.設立し、株式会社アイ・アール・アイファイナンスアンドテクノロジーの全株式を同社に譲渡。
- 2005年
  - 6月 - 子会社の株式会社IRIユビテックが大阪証券取引所ニッポン・ニュー・マーケット「ヘラクレス」市場へ上場。
  - 8月 - 子会社の株式会社ブロードバンドタワーが大阪証券取引所ニッポン・ニュー・マーケット「ヘラクレス」市場へ上場。
  - 8月 - 公開買付けにより株式会社アイ・エックス・アイの株式を53.01％取得し子会社化。
- 2006年
  - 1月5日 - IRIユビテック、BSURパートナーズ、三井物産と合弁でモバイル・ブレークスルーを設立。
  - 5月29日 - IRIコミュニケーションズ（現・ブロードバンドセキュリティ）の株式を同社に無償譲渡し、子会社でなくなる。
  - 7月1日 - 株式交換によりセーバーホールディングス（後に事業会社のセーバーに合併）を完全子会社化。
  - 7月3日 - 新株予約権行使によりグローバル ナレッジ ネットワーク株式会社（現・トレノケート株式会社）を完全子会社化。
- 2007年
  - 3月29日 - 株式会社アイ・エックス・アイの全株式を第三者へ譲渡。
  - 3月30日 - IXI問題に絡みIRIの連結決算が確定せず、監理ポストに置かれる。
  - 6月24日 - 東証マザーズ上場廃止。
  - 6月4日 - オリックス株式会社との間で、当社を完全子会社とする株式交換契約締結。
  - 7月10日 - ファイバーテック株式会社の全株式を株式会社フジクラへ譲渡。
  - 11月1日 - オリックス株式会社との株式交換が成立し、同社の完全子会社となる。
- 2008年
  - 3月14日 - セーバーの株式の大半をシーディーネットワークス・ジャパンに譲渡。
- 2008年12月2日 - IRI USA, Inc.の株式を同社の代表者に譲渡。
- 2010年7月 - 株式会社ユビテックの株式をオリックス株式会社に譲渡。
- 2011年
  - 3月10日 - 代表取締役藤原洋がオリックス株式会社からの当社株式の全株式取得。
  - 6月24日 - 株式会社アイ・アール・アイファイナンスアンドテクノロジーを清算結了。
  - 7月28日 - 持分法適用関連会社だった日本インターネットエクスチェンジの全株式をブロードバンドタワーとKDDIに譲渡。
  - 8月 - 株式会社イードの全株式を譲渡。
  - 10月20日 - グローバル ナレッジ ネットワーク株式会社（現・トレノケート株式会社）の全株式を譲渡。
- 2011年9月13日 - 株式会社プロデュース・オン・デマンドの全株式を譲渡。
- 2016年1月 - 株式交換により株式会社ナノオプト・メディアを完全子会社化。
- 2017年11月20日 -  株式会社IRIに三角合併方式にて吸収合併され解散。

### （新）株式会社インターネット総合研究所
- 2017年
  - 10月5日 - 株式会社IRIを設立。
  - 11月20日 - 株式会社インターネット総合研究所を吸収合併し、商号を株式会社インターネット総合研究所に変更。
- 2018年
  - 8月6日 - IRIの株式を100%保有するイスラエル法人であるInternet Research Institute Ltdがイスラエルのテルアビブ証券取引所に上場。
  - 9月 - フィンテックA-Eyeベンチャーズ株式会社を設立[4]
- 2019年
  - 1月4日 - 関連会社である株式会社ブロードバンドタワーの完全子会社であった株式会社IoTスク エア（現・株式会社ECBOスクエア）を子会社化。
- 2020年
  - 3月31日 - 株式会社ディジットを子会社化[5]。
  - 6月30日 - 株式会社ディジットの全株式を譲渡。
  - 9月23日 - 親会社であるInternet Research Institute Ltd がテルアビブ証券取引所上場廃止。
- 2021年
  - 12月23日 - 関連会社であるモバイル・インターネットキャピタル株式会社の株式を株式会社ブロードバンドタワーに譲渡[6]。

## 関連会社

### 子会社
- 株式会社ナノオプト・メディア

### 持分法適用関連会社
- 株式会社ナノスタイル
- 株式会社ブロードバンドタワー
- 株式会社ECBOスクエア